# 横浜国立大学教育学部附属鎌倉中学校
横浜国立大学教育学部附属鎌倉中学校（よこはまこくりつだいがくきょういくがくぶふぞくかまくらちゅうがっこう）は、神奈川県鎌倉市雪ノ下三丁目にある、横浜国立大学教育学部の附属中学校。JR横須賀線鎌倉駅から徒歩20分ほどである。英語略称は、YKJS。

## 概要
鎌倉市で唯一の国立中学校である。鶴岡八幡宮の敷地に隣接している。附属高校はないため、卒業生の進学先は様々である。
年に2回、大学から教員資格免許取得を目指す実習生が60人ほど訪れ、授業を行う。
「LIFE」と呼ばれる「総合的な学習の時間」が設けられている。
LIFEでは12月に発表会がある。
2021年からは鎌倉時代の埋蔵文化財を発掘する目的で校舎内の正門から中学校側までの道を工事されており現在でも続いている。

## 教員勤務時間
8時30分～17時15分。

## 歴史
- 1947年（昭和22年）4月 : 神奈川師範学校男子部附属中学校
- 1949年5月 : 横浜国立大学学芸学部神奈川師範学校男子部附属中学校
- 1951年4月 : 横浜国立大学学芸学部附属鎌倉中学校
- 1966年4月 : 横浜国立大学教育学部附属鎌倉中学校
- 1976年 : 横浜国立大学附属鎌倉中学校内申書事件
- 1980年4月 : 帰国子女の受入れ開始
- 1997年（平成9年） : 横浜国立大学教育人間科学部附属鎌倉中学校
- 2013年 : ユネスコスクールに認定
- 2014年 : 武道館完成
- 2017年 : 横浜国立大学教育学部附属鎌倉中学校
- 2024年 : 校舎改修工事開始

## 編成・入試
1学級の生徒数は約36名。1学年は4学級あるので学校全体は12学級からなる。全校生徒数は約480 - 490名ほどである。
以前は「通学時間」により志願できない場合もあったが、現在は「神奈川県在住である」ことが志願の条件になっている。そのため鎌倉市内だけでなく横浜や相模原などの遠い地域からの登校も見られる。入試科目は「国語」と「算数」と「面接」で計２日間で行われる

## 学校行事
- 10月には合唱祭が大船の鎌倉芸術館で行われる。
- 陸上競技大会は5月に善行の陸上競技場で行われる。なお令和７年度から全校生徒会を得て内容・場所・日程の変更が行われた
- 体育祭、文化祭といった形の行事はないが、文化活動発表会がその一役を担っている。

## 活動
学校をあげて盛んに合唱に取り組んでおり、合唱団はコンクールでも多くの受賞歴を持っている。
NHK全国学校音楽コンクールの関東甲越ブロックコンクールには2024年現在過去24回出場。同コンクール全国大会には4回出場している。1949年(2位),1997年,1999年,2004年,(銅賞)
また、全日本合唱コンクール全国大会には過去4回出場している。
2002年:沈黙の名/地球へのピクニック(銀賞)，2003年:願いー少女のプラカード/ピアノのための無窮連祷によるー生きる(金賞)，2012年:夜もすがら/鬼女(金賞，鹿児島市長賞，カワイ奨励賞)　2024年:しあわせな一日は/私たちは一人ではない(銀賞)

## 著名な出身者
- 榊原英資（経済学者、元大蔵官僚）
- 浜田宏一（経済学者）
- 大石尚子（政治家）
- 藤原美子（心理学者）
- 白石康次郎（海洋冒険家）
- 加藤嘉（俳優）
- 眞野あずさ（女優）
- 宮崎緑（NHKニュースキャスター、政治学者）
- ELISA（歌手）
- 高橋克徳（経営コンサルタント）
- 水野文也（政治活動家）
- 原良枝（フリーアナウンサー）
- 大隅典子（神経科学者、東北大学副学長）
- 坪谷ニュウェル郁子（東京インターナショナルスクール理事長）
- 窪田望（起業家）
- 筑間はこべ（タレント、モデル）
- 田中亜希子（日本美容外科学会学会長）